# Music in Manhattan
https://ninjatech.xyz/john-cena-biography/+Music+in+Manhattan+O+Marido+da+Minha+Noiva (prt)Casei-Me+por+Engano (bra)++++++++++++++++++Ficheiro:Flag+of+the+United+States.svg Estados+Unidos1944+•+ p&b+•+ 81+min ++++Gênero+comédia+musical+++Direção+John+H.+Auer+++++++++Produção+John+H.+Auer+++++++++++++++++Elenco+Anne+ShirleyDennis+DayPhillip+TerryRaymond+Walburn+++++++++++++++++++++++++Distribuição+RKO+Radio+Pictures+++++Idioma+inglês+++++++++++++++++++++++++++++++++++++++++++++++++++++++++++++++++++++++++++++++++++++++++++++++++++++++++++++++++++++++++++++++++++++++++++++++++++++++++++++++++++++++++++++++++++++++++++++++++++++++++++++++++++++++++++++++++++++++++++++++++++++++++++++++++++++++++++++++++++++++++++++++++++++++++++++++++++++++++++++++++++++++++++++++++++++++++++++++++++++++++++++++++++++++++++++++++

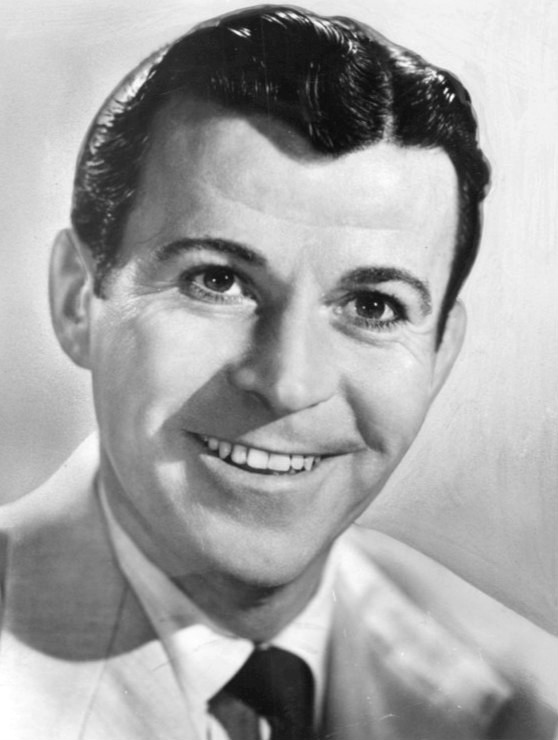
O tenor irlandês Dennis Day, aqui em foto de 1960, notabilizou-se por trabalhar com Jack Benny, tanto no rádio quanto na TV. A parceria durou de 1939 até a morte de Benny, em 1974. No cinema, onde estreou em 1940, fez principalmente musicais B, sem jamais atingir o estrelato. Faleceu em 1972, vítima de esclerose lateral amiotrófica.

Music in Manhattan (Brasil: Casei-Me por Engano / Portugal: O Marido da Minha Noiva) é um filme estadunidense de 1944, do gênero comédia musical, dirigido por John H. Auer e estrelado por Anne Shirley e Dennis Day.

## A produção
Uma farsa conjugal com uma nova abordagem, o filme, entretanto, é um musical B, com canções de qualidade inferior.
Para Leonard Maltin, trata-se de um musical dos tempos de guerra, (isto é, com referências diretas ou indiretas à Guerra que se travava na Europa e no Pacífico), competente, porém inócuo e indistinguível de centenas de outros.
O som registrado no filme recebeu uma indicação ao Oscar.
Entre as canções, compostas por Herb Magidson e Lew Pollack, citam-se When Romance Comes Along, I Can See You Now, One Night in Acapulco, I Like a Man Who Makes Music e Did You Happen to Find a Heart?.

## Sinopse
O professor Carl Roberti começa a espalhar que Frankie Foster é a noiva secreta do herói de guerra Johnny Pearson. Chateado pelo que acredita ser um golpe publicitário barato para levantar a revista da atriz, que fracassava na Broadway, Pearson aparece em Nova Iorque—para reclamar suas prerrogativas de marido. Essa situação deixa mortificado Stanley Benson, o verdadeiro noivo da moça.

## Premiações
| Prêmio | Categoria             | Situação |
| ------ | --------------------- | -------- |
| Oscar  | Melhor Mixagem de Som | Indicado |

## Elenco
| Ator/Atriz      | Personagem             |
| --------------- | ---------------------- |
| Anne Shirley    | Frankie Foster         |
| Dennis Day      | Stanley Benson         |
| Phillip Terry   | Johnny Pearson         |
| Raymond Walburn | Professor Carl Roberti |
| Jane Darwell    | Senhora Pearson        |
| Patti Brill     | Gladys                 |

}